# Schizopathidae
Schizopathidae is een familie van neteldieren uit de klasse van de Anthozoa (bloemdieren).

## Geslachten
- Abyssopathes Opresko, 2002
- Bathypathes Brook, 1889
- Dendrobathypathes Opresko, 2002
- Dendropathes Opresko, 2005
- Lillipathes Opresko, 2002
- Parantipathes Brook, 1889
- Saropathes Opresko, 2002
- Schizopathes Brook, 1889
- Stauropathes Opresko, 2002
- Taxipathes Brook, 1889
- Telopathes MacIsaac & Best, 2013
- Umbellapathes Opresko, 2005